# Jordan Davis (Footballspieler)
Jordan Xavier Davis (geboren am 12. Januar 2000 in Charlotte, North Carolina) ist ein US-amerikanischer American-Football-Spieler auf der Position des Defensive Tackles. Er spielte College Football für die Georgia Bulldogs und gewann mit ihnen das College Football Playoff National Championship Game der Saison 2021. Im NFL Draft 2022 wurde Davis in der ersten Runde von den Philadelphia Eagles ausgewählt.

## College
Davis besuchte in seinem ersten Highschooljahr die Hopewell High School, anschließend wechselte er auf die Mallard Creek High School, beide im Großraum seiner Heimatstadt Charlotte, North Carolina. Er spielte Basketball und Football an der Highschool.
Ab 2018 ging Davis auf die University of Georgia, um College Football für die Georgia Bulldogs zu spielen. Gegen Mitte seiner ersten College-Saison kam er erstmals von Beginn an zum Einsatz, insgesamt bestritt er 11 von 14 Spielen, davon vier als Starter. In seinem zweiten Jahr für die Bulldogs war Davis in 8 von 14 Partien in Starter, bevor er sich 2020 als Stammspieler zu einer Schlüsselfigur in der Defense von Georgia entwickelte. In der Saison 2021 wurde Davis in das All-Star-Team der Southeastern Conference (SEC) sowie zum Unanimous All-American gewählt. Er gewann den Chuck Bednarik Award und die Outland Trophy, bei der Wahl zur Heisman Trophy belegte er den neunten Platz. Neben seiner Rolle als Defensive Tackle wurde Davis gegen die Charleston Southern University für einen Lauf kurz vor der Endzone als Runningback aufgeboten und erzielte dabei einen Touchdown. Als Defensivspieler verzeichnete er relativ unauffällige statistische Werte, spielte aber als starker Verteidiger gegen den Lauf dennoch eine entscheidende Rolle in der Defense. Mit den Georgia Bulldogs zog er in das College Football Playoff National Championship Game ein und gewann mit einem 33:18-Sieg gegen Alabama den Titel.

## NFL
Davis wurde im NFL Draft 2022 an 13. Stelle von den Philadelphia Eagles ausgewählt. Als Rookie war er in einer mit Javon Hargrave, Milton Williams, Linval Joseph, Fletcher Cox und Ndamukong Suh sehr breit aufgestellten Interior Defensive Line Rotationsspieler und erzielte 18 Tackles. Verletzungsbedingt verpasste Davis vier Spiele. Er zog mit den Eagles in den Super Bowl LVII gegen die Kansas City Chiefs ein.

### NFL-Statistiken
| Saison                             | Saison | Spiele | Spiele      | Tackles | Tackles | Tackles | Tackles | Interceptions | Interceptions | Interceptions | Interceptions | Interceptions | Fumbles | Fumbles | Fumbles |
| Jahr                               | Team   | Spiele | als Starter | Gesamt  | Solo    | Ast     | Sacks   | PD            | INT           | Yds           | Lng           | TD            | FF      | FR      | TD      |
| ---------------------------------- | ------ | ------ | ----------- | ------- | ------- | ------- | ------- | ------------- | ------------- | ------------- | ------------- | ------------- | ------- | ------- | ------- |
| 2022                               | PHI    | 13     | 5           | 18      | 8       | 10      | 0,0     | 1             | 0             | 0             | 0             | 0             | 0       | 0       | 0       |
| 2023                               | PHI    | 17     | 17          | 45      | 18      | 27      | 2,5     | 1             | 0             | 0             | 0             | 0             | 1       | 0       | 0       |
| 2024                               | PHI    | 17     | 17          | 27      | 15      | 12      | 1,0     | 2             | 0             | 0             | 0             | 0             | 0       | 1       | 0       |
| Gesamt                             | Gesamt | 47     | 39          | 90      | 41      | 49      | 3,5     | 4             | 0             | 0             | 0             | 0             | 1       | 1       | 0       |
| Quelle: pro-football-reference.com |        |        |             |         |         |         |         |               |               |               |               |               |         |         |         |

| Legende | Legende         |
| ------- | --------------- |
|         | Super-Bowl-Sieg |